# Línea 2 (Urbanos de Alcalá de Henares)
La línea 2 de la red de autobuses urbanos de Alcalá de Henares une la Puerta de Santa Ana con el Hospital y la Universidad de Alcalá.

## Características
Esta línea une la Puerta de Santa Ana y la estación de tren con el Hospital y la Universidad de Alcalá. En 2019, se reordernó parte de su itinerario.
La línea circula exclusivamente por el término municipal de Alcalá de Henares. Como bien se expresa en la numeración interna del CRTM, recibe el número 2005. El primer dígito corresponde a la línea, en este caso la línea 2. Y los últimos tres dígitos corresponden al municipio por el que circula, en este caso 005 corresponde al municipio de Alcalá de Henares.
La línea no mantiene los mismos horarios todo el año, del 1 al 31 de agosto se reducen el número de expediciones de lunes a viernes laborables (sábados laborables, domingos y festivos tienen los mismos horarios todo el año), además de los días excepcionales vísperas de festivo y festivos de Navidad en los que los horarios también cambian y se reducen.
Está operada por la empresa AlcalaBus (Monbus) mediante la concesión administrativa URCM-005 - Urbano de Alcalá de Henares (Urbanos Comunidad de Madrid) del Consorcio Regional de Transportes de Madrid.

## Horarios
| Lunes a viernes laborables lectivos (1 sept. - 31 julio)    |                  |
| De 6:20 a 22:39                                             | cada 8-9 minutos |
| A 22:50 - 23:00 - 23:10 - 23:20 - 23:30 - 23:40 - 00:00     |                  |
| Lunes a viernes laborables no lectivos (1 sept. - 31 julio) |                  |
| A 6:20 - 6:30 - 6:40 - 6:55                                 |                  |
| De 7:05 a 23:05                                             | cada 12 minutos  |
| A 23:20 - 23:30 - 23:41 - 00:00                             |                  |
| Lunes a viernes laborables (1 - 31 agosto)                  |                  |
| De 6:20 a 23ː35                                             | cada 15 minutos  |
| A 00:00                                                     |                  |
| Sábados laborables                                          |                  |
| De 6:20 a 23:00                                             | cada 20 minutos  |
| A 23ː30 - 00ː00                                             |                  |
| Domingos y festivos                                         |                  |
| De 7ː30 a 23:00                                             | cada 30 minutos  |

| Lunes a viernes laborables lectivos (1 sept. - 31 julio)    |                  |
| De 6:20 a 22:50                                             | cada 8-9 minutos |
| A 23:00 - 23:10 - 23:20 - 23:30 - 23:40 - 00:00             |                  |
| Lunes a viernes laborables no lectivos (1 sept. - 31 julio) |                  |
| A 6:25 - 6:35 - 6:50 - 7:00                                 |                  |
| De 7:10 a 22:46                                             | cada 12 minutos  |
| A 23:00 - 23:10 - 23:25 - 23:34 - 00:00                     |                  |
| Lunes a viernes laborables (1 - 31 agosto)                  |                  |
| De 6:25 a 23ː40                                             | cada 15 minutos  |
| A 00:00                                                     |                  |
| Sábados laborables                                          |                  |
| De 6:20 a 22:30                                             | cada 20 minutos  |
| A 23:00 - 23ː30 - 00ː00                                     |                  |
| Domingos y festivos                                         |                  |
| De 7ː30 a 23:00                                             | cada 30 minutos  |

## Recorrido y paradas

### Sentido Hospital / Universidad
| Código | Zona | Localidad         | Denominación                                              | Ubicación                               | Líneas de la parada  | Cercanías         |
| ------ | ---- | ----------------- | --------------------------------------------------------- | --------------------------------------- | -------------------- | ----------------- |
| 20788  |      | Alcalá de Henares | Avenida de los Reyes Católicos - Plaza de Santa Ana       | Avenida de los Reyes Católicos Nº1      | 2                    |                   |
| 20659  |      | Alcalá de Henares | Calle Demetrio Ducas - Avenida de Madrid                  | Calle Demetrio Ducas Nº1                | 271 272 N200 2 5     |                   |
| 09453  |      | Alcalá de Henares | Vía Complutense - San Bernardo                            | Vía Complutense S/Nº                    | 260 2 5              |                   |
| 12250  |      | Alcalá de Henares | Vía Complutense - Colegio                                 | Vía Complutense S/Nº                    | 223 824 2 5 10 11    |                   |
| 09454  |      | Alcalá de Henares | Vía Complutense - Plaza de Atilano Casado                 | Vía Complutense Nº32                    | 2 5 10 11            |                   |
| 07023  |      | Alcalá de Henares | Calle de Sebastián de La Plaza - Eras de San Isidro       | Calle de Sebastián de La Plaza Nº2      | 2 5 8 10             |                   |
| 07022  |      | Alcalá de Henares | Paseo de la Estación - Calle Zuloaga                      | Paseo de la Estación Nº10               | 231 232 271 2 5 8 10 | Alcalá de Henares |
| 07044  |      | Alcalá de Henares | Calle de Ferraz - Calle de Velázquez                      | Calle de Ferraz Nº14                    | 2 5 7 10             |                   |
| 07043  |      | Alcalá de Henares | Calle de Pedro Sarmiento de Gamboa - Calle Lope de Rueda  | Calle de Pedro Sarmiento de Gamboa Nº11 | 232 250 2 3          |                   |
| 07047  |      | Alcalá de Henares | Avenida de Meco - Calle de la Aviación Española           | Avenida de Meco Nº2                     | 2 3                  |                   |
| 07049  |      | Alcalá de Henares | Avenida de Meco - Pabellón Deportivo                      | Avenida de Meco Nº6                     | 250 2 3              |                   |
| 18577  |      | Alcalá de Henares | Avenida de Meco - Glorieta del Presidente Lázaro Cárdenas | Avenida de Meco Nº8                     | 1B 2 3               |                   |
| 07061  |      | Alcalá de Henares | Avenida de Meco - Residencia Hogar                        | Avenida de Meco Nº14                    | 1B 2 3               |                   |
| 07063  |      | Alcalá de Henares | Avenida de Meco - Centro Deportivo Militar                | Rotonda Brigada Paracaidista Nº1        | 250 824 N202 1B 2 3  |                   |
| 11364  |      | Alcalá de Henares | Universidad de Alcalá - Ciudad Residencial                | Calle de Severo Ochoa S/Nº              | 1B 2 3               |                   |
| 11789  |      | Alcalá de Henares | Universidad de Alcalá - Hospital                          | Carretera de Meco km. 0,6               | 227 232 250 824 2    |                   |
| 19154  |      | Alcalá de Henares | Hospital - Urgencias/Extracciones                         | Carretera de Meco km. 0,7               | 227 232 250 824 2    |                   |
| 15839  |      | Alcalá de Henares | Hospital - Entrada Principal                              | Carretera de Meco km. 0,9               | 2278242              |                   |
| 12030  |      | Alcalá de Henares | Universidad de Alcalá - Politécnico                       | Carretera de Meco km. 1,1               | 2                    |                   |

### Sentido Puerta de Santa Ana
| Código | Zona | Localidad         | Denominación                                              | Ubicación                              | Líneas de la parada  | Cercanías         |
| ------ | ---- | ----------------- | --------------------------------------------------------- | -------------------------------------- | -------------------- | ----------------- |
| 12030  |      | Alcalá de Henares | Universidad de Alcalá - Politécnico                       | Carretera de Meco km. 1,1              | 2                    |                   |
| 20234  |      | Alcalá de Henares | Escuela Politécnica                                       | Carretera de Meco km. 0,9              | 2                    |                   |
| 19153  |      | Alcalá de Henares | Hospital - Urgencias/Extracciones                         | Carretera de Meco km. 0,7              | 227 232 250 824 2    |                   |
| 11790  |      | Alcalá de Henares | Universidad de Alcalá - Hospital                          | Carretera de Meco km. 0,6              | 227 232 250 824 2    |                   |
| 11357  |      | Alcalá de Henares | Universidad de Alcalá - Ciudad Residencial                | Calle de Severo Ochoa S/Nº             | 1A 2 3               |                   |
| 07066  |      | Alcalá de Henares | Calle de Severo Ochoa - Calle Barberán y Collar           | Calle de Severo Ochoa S/Nº             | 250 N202 1A 2 3      |                   |
| 07064  |      | Alcalá de Henares | Avenida de Meco - Club Hípico                             | Avenida de Meco Nº16                   | 232 824 1A 2 3       |                   |
| 07062  |      | Alcalá de Henares | Avenida de Meco - Residencia Hogar                        | Avenida de Meco S/Nº                   | 1A 2 3               |                   |
| 18578  |      | Alcalá de Henares | Avenida de Meco - Glorieta del Presidente Lázaro Cárdenas | Avenida de Meco Nº9                    | 1A 2 3               |                   |
| 07048  |      | Alcalá de Henares | Avenida de Meco - Pabellón Deportivo                      | Avenida de Meco Nº7                    | 250 2 3              |                   |
| 07046  |      | Alcalá de Henares | Avenida de Meco - Calle de la Aviación Española           | Avenida de Meco Nº3                    | 2 3                  |                   |
| 07042  |      | Alcalá de Henares | Calle de Pedro Sarmiento de Gamboa - Calle Lope de Rueda  | Calle de Pedro Sarmiento de Gamboa Nº7 | 232 250 2 3          |                   |
| 12245  |      | Alcalá de Henares | Calle Marcos Martínez - Paseo de la Estación              | Calle Marcos Martínez Nº2              | 231 271 2 5 10       | Alcalá de Henares |
| 09462  |      | Alcalá de Henares | Paseo de la Estación - Eras de San Isidro                 | Paseo de la Estación Nº3               | 2 5                  |                   |
| 09463  |      | Alcalá de Henares | Vía Complutense - Plaza de Atilano Casado                 | Vía Complutense Nº35                   | 2 5 10 11            |                   |
| 20400  |      | Alcalá de Henares | Vía Complutense - Calle de San Félix de Alcalá            | Vía Complutense Nº21                   | 2 5 10 11            |                   |
| 09464  |      | Alcalá de Henares | Vía Complutense - San Bernardo                            | Vía Complutense S/Nº                   | 260 2 5              |                   |
| 10199  |      | Alcalá de Henares | Vía Complutense - Camino del Cementerio                   | Vía Complutense Nº7                    | 2 5                  |                   |
| 09465  |      | Alcalá de Henares | Calle Demetrio Ducas - Escuela Infantil                   | Calle Demetrio Ducas S/Nº              | 271 272 275 N200 2 5 |                   |
| 20788  |      | Alcalá de Henares | Avenida de los Reyes Católicos - Plaza de Santa Ana       | Avenida de los Reyes Católicos Nº1     | 2                    |                   |